# Annie du Klondike
Pour plus de détails, voir Fiche technique et Distribution.
Annie du Klondike (Klondike Annie) est un film américain réalisé par Raoul Walsh et sorti en 1936.

## Synopsis
Dans le Chinatown de San Francisco, Rose Carlton, surnommée "Frisco Doll", travaille comme chanteuse dans la maison de jeux de Chan Lo. Rose rencontre son ami Vance Palmer qui l'informe qu'il a secrètement arrangé son passage sur un bateau à destination de Nome, en Alaska, où elle espère tirer profit de la ruée vers l'or. Vance lui donne un baiser d'adieu, ce qui augmente la jalousie de Chan Lo. Cette même nuit, Rose tue Chan Lo en légitime défense, et elle embarque avec sa jeune servante Fah Wong à bord du Java Maid. Son capitaine, Bull Brackett, tombe amoureux de Rose et lui donne sa cabine. Il accepte de débarquer Fah Wong à Seattle, et il y apprend que Rose est recherchée pour le meurtre de Chan Lo. 
Sœur Annie Alden, qui a embarqué à Seattle, est outrée par le manque de moralité de Rose, mais lorsqu'Annie tombe malade, c'est Rose qui la soigne, impressionnée par la nature charitable de la jeune femme. Annie meurt au moment où l'inspecteur Jack Forrest embarque avec l'intention d'arrêter Rose. Celle-ci se fait alors passer pour Annie et elle arrive à convaincre avec l'aide de Bull que la morte est bien "Frisco Doll". Arrivée en Alaska, Rose prend la direction de la mission charitable que Soeur Annie était venue redresser. Elle parvient à collecter de l'argent en organisant une soirée festive. Elle est attirée par Jack, mais ce dernier entend un jour une conversation entre Bull et la fausse Soeur Annie qui lui fait comprendre la situation réelle. 
Rose finira par demander à Bull de la ramener à San Francisco, pour affronter les charges qui pèsent sur elle.

## Fiche technique
- Titre : Annie du Klondike
- Titre original : Klondike Annie
- Réalisation : Raoul Walsh
- Scénario et dialogues : Mae West d'après une nouvelle de Marion Morgan et George B. Dowell et d'après la pièce de Mae West[1]
- Direction artistique : Hans Dreier et Bernard Herzbrun
- Décors : A. E. Freudeman
- Photographie : George T. Clemens
- Son : Harold Lewis, Louis Mesenkop
- Montage : Stuart Heisler
- Musique : Victor Young
- Production : William LeBaron
- Société de production : Paramount Pictures
- Société de distribution : Paramount Pictures
- Pays d'origine :  États-Unis
- Langue originale : anglais
- Format : Noir et blanc - 35 mm — 1,37:1 - Son Mono (Western Electric Noiseless Recording)
- Genre : Comédie dramatique
- Durée : 80 minutes[2]
- Date de sortie :
  - États-Unis : 21 février 1936

## Distribution
- Mae West : Rose Carlton / Sœur Annie Alden
- Victor McLaglen : Bull Brackett
- Phillip Reed : Inspecteur Jack Forrest
- Helen Jerome Eddy : Sœur Annie Alden
- Harry Beresford : Frère Bowser
- Harold Huber : Chan Lo
- Lucile Gleason : Big Tess
- Conway Tearle : Vance Palmer
- Esther Howard : Fanny Radler
- Soo Yong : Fah Wong
- John Rogers : Buddie
- Ted Oliver : Grigsby
- Lawrence Grant : Sir Gilbert
- Gene Austin : Organiste
- Vladimar Bykoff : Marinoff

Acteurs non crédités
- William Bailey : Missionnaire
- Ed Brady : Marin
- Tetsu Komai : Lan Fang
- George MacQuarrie : Officier du port
- George Walsh : Intendant

## Chansons du film
- "Occidental Woman", "Cheer Up, Little Sister" : paroles et musique de Gene Austin
- "Mr. Deep Blue Sea", "Little Bar Butterfly" : paroles et musique de Gene Austin et Jimmie Johnson
- "Auld Lang Syne" : paroles de Robert Burns, musique traditionnelle écossaise
- "A Hot Time in the Old Town" : paroles de Joe Hayden, musique de Theodore M. Metz